# Faye Reagan
Faye Reagan (Las Vegas, Nevada; 19 de septiembre de 1988) es una actriz pornográfica estadounidense.

## Orígenes
Reagan es conocida por ser pelirroja y está representada por la agencia A List Talent. Su primera escena interracial fue con Jack Napier de 2007 en la película The Gauntlet 3. En la misma película también tuvo relaciones sexuales con 23 hombres, y realizó su primera escena creampie. En mayo de 2008 se presentó como una de las cuatro chicas de portada de "Fresh New Faces" de Adult Video News. Apareció en la 12.ª convención anual de LA Erotic en el Los Angeles Convention Center en junio de 2008. A Reagan se le ha relacionado con algunos compañeros de la industria como Dane Cross, con quien ha trabajado frecuentemente, desde 2007. Apareció en un catálogo impreso de American Apparel en octubre de 2008, como "Jillian".
Estuvo en una relación con la actriz Georgia Jones desde 2007 hasta 2010.

## Nominaciones
- 2009 – Premio AVN – Best New Starlet[11]
- 2009 – Premio AVN – Mejor escena de sexo individual – Paid Companions[11]
- 2009 – Premio AVN – Mejor escena de sexo oral – The Gauntlet 3[11]
- 2009 – Premio AVN – Mejor escena de sexo grupal – The Gauntlet 3[11]
- 2009 – Premio XRCO – New Starlet[12]
- 2009 – Premio XRCO – Cream Dream[12]
- 2010 – Premio AVN – Best All-Girl Three-Way Sex Scene – All About Ashlynn 2: Girls Only[13]
- 2010 – Premio AVN – Best Tease Performance – Young & Glamorous[13]